# Stockholm School of Economics Russia

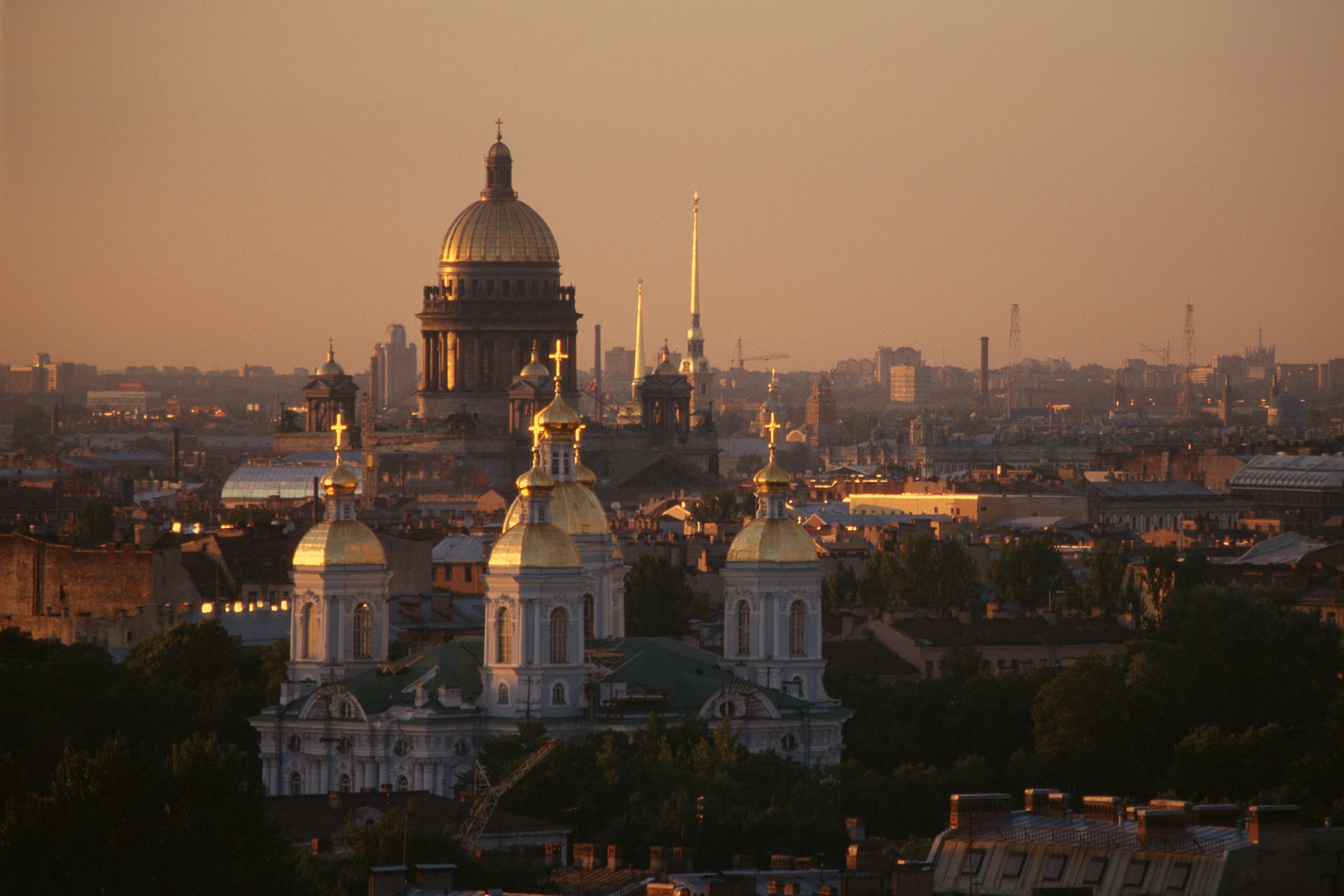
Bild över området i Sankt Petersburg där Stockholm School of Economics Russia är belägen

Stockholm School of Economics Russia (SSE Russia) (ryska: Стокгольмская Школа Экономики Россия, svenska: Handelshögskolan i Stockholm Ryssland) var en handelshögskola i Sankt Petersburg och Moskva. Skolan grundades 1997 av Handelshögskolan i Stockholm, efter initiativ av Handelshögskolans dåvarande rektor Staffan Burenstam Linder, med syfte att förse nordöstra Europa och Ryssland med utbildade ekonomer. Högskolan stöds av Sveriges och Rysslands regeringar och av privata organisationer, bland annat George Soros Open Society Institute.

## Historia

### Grundandet 1997

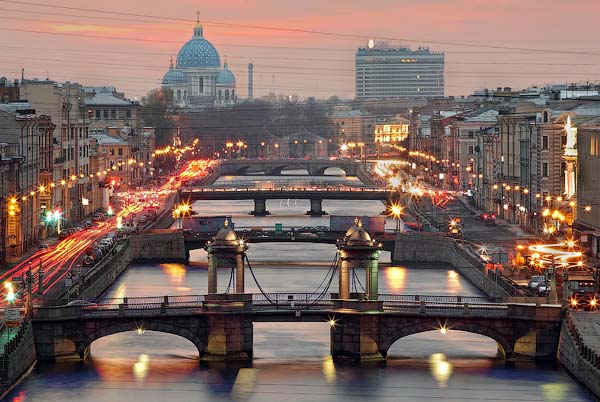
Vy över området i Sankt Petersburg där SSE Russia ligger

Stockholm School of Economics Russia grundades 1997 under namnet Handelshögskolan i Stockholm i Sankt Petersburg. Lanseringen var resultatet av Staffan Burenstam Linders, Handelshögskolan i Stockholms rektor 1986–1995, och Stockholm School of Economics Rigas rektor Jan Eklöfs arbete, samt av donationer gjorda av familjerna Rausing, bröderna Jonas och Robert af Jochnick och Stiftelsen Prins Bertils fond för svensk industriell utbildning och teknisk integration i Europa. Tanken bakom SSE Russias grundande var att bidra till den ekonomiska utvecklingen i Ryssland genom utbildning i ekonomi.

### De första åren
SSE Russia erbjöd från sitt grundande det så kallade Hans Rausing Programme in Modern Economics, Business and Entrepreneurship. Ett forskningscentrum inrättades också. För att främja högskolans varumärke grundades ett eget bokförlag, som bland annat givit ut Kjell A. Nordströms Funky Business på ryska.

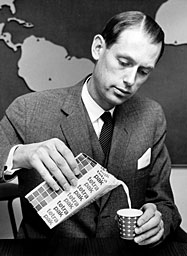
SSE Russias första utbildningsprogram är namngivet efter Hans Rausing, VD och styrelseordförande för Tetra Pak AB och Tetra Laval AB

Högskolan hyrde ursprungligen lokaler på Nevskij prospekt 1 i Sankt Petersburg och undervisade även på andra platser, som Hotell Baltiets i Repino. År 2001 flyttade SSE Russia in i nya lokaler på Sjvedskogo pereulka (ryska: Шведского переулка, svenska: Svenska gränden) 1, i ett område som under det tidiga 1900-talet var hem för många svenskar i Saknt Petersburg. SSE Russia öppnade ett kontor i Moskva 2003.
Ett antal nya program för högre företagsutbildning har lanserades sedan dess, bland annat ett Executive General Management MBA-program år 2000. Detta blev det första utbildningsprogrammet att utfärda ett akademiskt diplom från Handelshögskolan i Stockholm, undertecknat av Handelshögskolan i Stockholms rektor. Programmet kom även att från 2006 att rankas av Financial Times tillsammans med sina systerprogram vid Handelshögskolan i Stockholm och Stockholm School of Economics in Riga.

## Organisation och framtid
Handelshögskolan i Stockholms rektor Lars Bergman var SSE Russias styrelseordförande, bland styrelseledamöterna märks Rolf Eidem, Fredrik Ekman och Anders Rydin.
SSE Russia etablerade ett ekonomie kandidat-program (BSc in Business and Economics) i Ryssland. Högskolan hade fått officiellt stöd från de svenska och ryska regeringarna för detta.
Den 1 mars 2022, kort efter Rysslands invasion av Ukraina, meddelade Handelshögskolans rektor Lars Strannegård att verksamheten i Ryssland läggs på is ”så länge de ryska aggressionerna fortgår”, men att man ämnar fortsätta sin verksamhet i Ryssland ”när det säkerhetspolitiska läget så tillåter”. Stockholm School of Economics Russia avvecklades stegvis under perioden 2022-2024.

## Alumner
SSE Russia har idag[när?] cirka 2 000 alumner varav hälften är tidigare Executive MBA-studenter. År 2009 firade SSE Russia Handelshögskolan i Stockholms hundraårsjubileum med 500 alumner på plats i Sankt Petersburg.

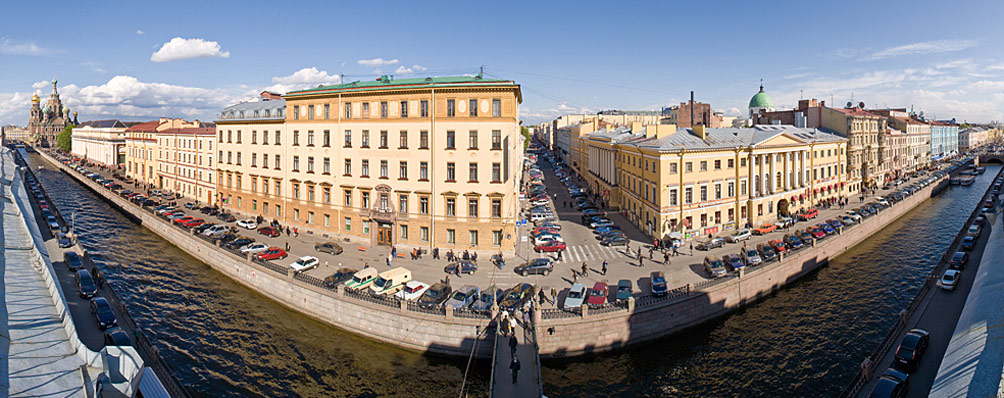
Vy över den tidigare svenska kolonin vid Gribojedovkanalen i centrala Sankt Petersburg, där Stockholm School of Economics in Russia ligger. Till vänster Uppståndelsekyrkan, Sankt Petersburg, rätt fram Ludvig Nobels mekaniska verkstad.